# Laskowice (województwo pomorskie)
Laskowice (niem. Laskowitz) – wieś w Polsce, w województwie pomorskim, w powiecie kwidzyńskim, w gminie Prabuty.
Przed 1945 obszar ten był częścią Niemiec. W latach 1975–1998 miejscowość administracyjnie należała do województwa elbląskiego.